# Dehetník
Dehetník je přírodní památka ležící 900 metrů severozápadně od obce Líšnice u Sepekova v okrese Písek. Byla vyhlášena pro ochranu vlhké louky s bohatou květenou převážně ostřicovitého a ostřicovorašeliníkového porostu a tůně sloužící jako refugium obojživelníků. Přírodní památka je 1,07 hektarů velká a kolem ní se nachází ochranné pásmo do vzdálenosti 50 metrů a celkové velikosti 2,65 hektarů.
Na území památky se nachází chráněné rostliny jako například vachta trojlistá (Menyanthes trifoliata), ostřice přioblá (Carex diandra), kozlík dvoudomý (Valeriana dioica) a rozrazil štítkovitý (Veronica scutellata), ze živočichů kuňka ohnivá (Bombina bombina), skokan krátkonohý (Pelophylax lessonae), bramborníček hnědý (Saxicola rubetra), bekasina otavní (Gallinago gallinago), konipas luční (Motacilla flava) a linduška luční (Anthus pratensis). Památka je volně přístupná po naučné stezce Kolem Milevska vedoucí po polní cestě z Milevska směrem na obec Líšnice.

## Lokalita
Dehetník leží 1 kilometr jihovýchodně od okraje města Milevsko a 900 metrů severozápadně od obce Líšnice. Památka spadá do soustavy Českomoravské vrchoviny, geomorfologického celku Táborské pahorkatiny, do podcelku Písecké pahorkatiny a do okrsku Milevské pahorkatiny. Terén zde je téměř plochý s nepatrným úklonem k východu, převýšení je pouhých 5 metrů (nicméně jiný zdroj uvádí 10 metrů, konkrétně 455 až 465 m n. m.). Louka samotná leží v malém údolí, kterým protéká bezejmenný potok z rybníka Opršál do rybníka Pytlák. Tento bezejmenný potok tvoří severní hranici území. Na západě se památka přibližuje železniční trati Písek–Tábor, nicméně až do její bezprostřední blízkosti nezasahuje. Na jihu volně přechází do zemědělského pole, a na východě tvoří hranici polní cesta.
Na území Dehetníku se v roce 2006 nacházela jedna malá tůně o rozměru přibližně dvou metrů čtverečních. Tůně je výrazně zarostlá.

## Historie
Přírodní památka byla vyhlášena 4. prosince 1985 s účinností od 1. února 1986 vyhláškou plenárního zasedání Okresního národního výboru v Písku. Původně se památka rozkládala na ploše 1,20 ha, nicméně 19. července 2011 došlo Radou Jihočeského kraje k znovuvyhlášení památky na menším území, a to konkrétně na ploše 1,07 ha. Znovuvyhlášení bylo nutné proto, že v době původního založení byla památka vytyčena dle tehdejší pozemkové mapy se snahou zahrnout celé parcely. Hranice původní přírodní památky ale neodpovídaly aktuální velikosti pozemků, proto v roce 2006 muselo dojít k revizi, přeměření pozemků a následnému přehlášení dle skutečných hranic parcel.
Území Dehetníku bylo dlouhodobě extenzivně hospodářsky využíváno s tím, že docházelo jedenkrát ročně ke kosení. V době reálného socialismu byla kosena jen ta část louky, která umožňovala nasazení mechanizace. Dříve byla památka větší, jelikož k ní spadala i západní část svahu přiléhající k železniční trati. Tato oblast nebyla udržována, a tak zarostla dřevinami. V této části docházelo k uskladnění slámy a sena, které zahnívalo. Později došlo k vyloučení této části z rozlohy památky a tedy k jejímu zmenšení.
Dle záznamu z revizní knihy k chráněnému území je patrné, že v roce 1995 došlo k vyhrnutí bahna z otevřené meliorační stoky (potoka) tvořící severní hranici Dehetníku. Bahno bylo vyhrnuto na území přírodní památky. Mezi lety 2003 a 2004 nejsou žádné záznamy o péči o památku, pravděpodobně z důvodu rušení okresních úřadů a převádění pravomocí na kraje. Od roku 2005 byla péče opět obnovena, a to pravidelným jednoročním kosením louky za využití mechanizace.

## Přírodní poměry

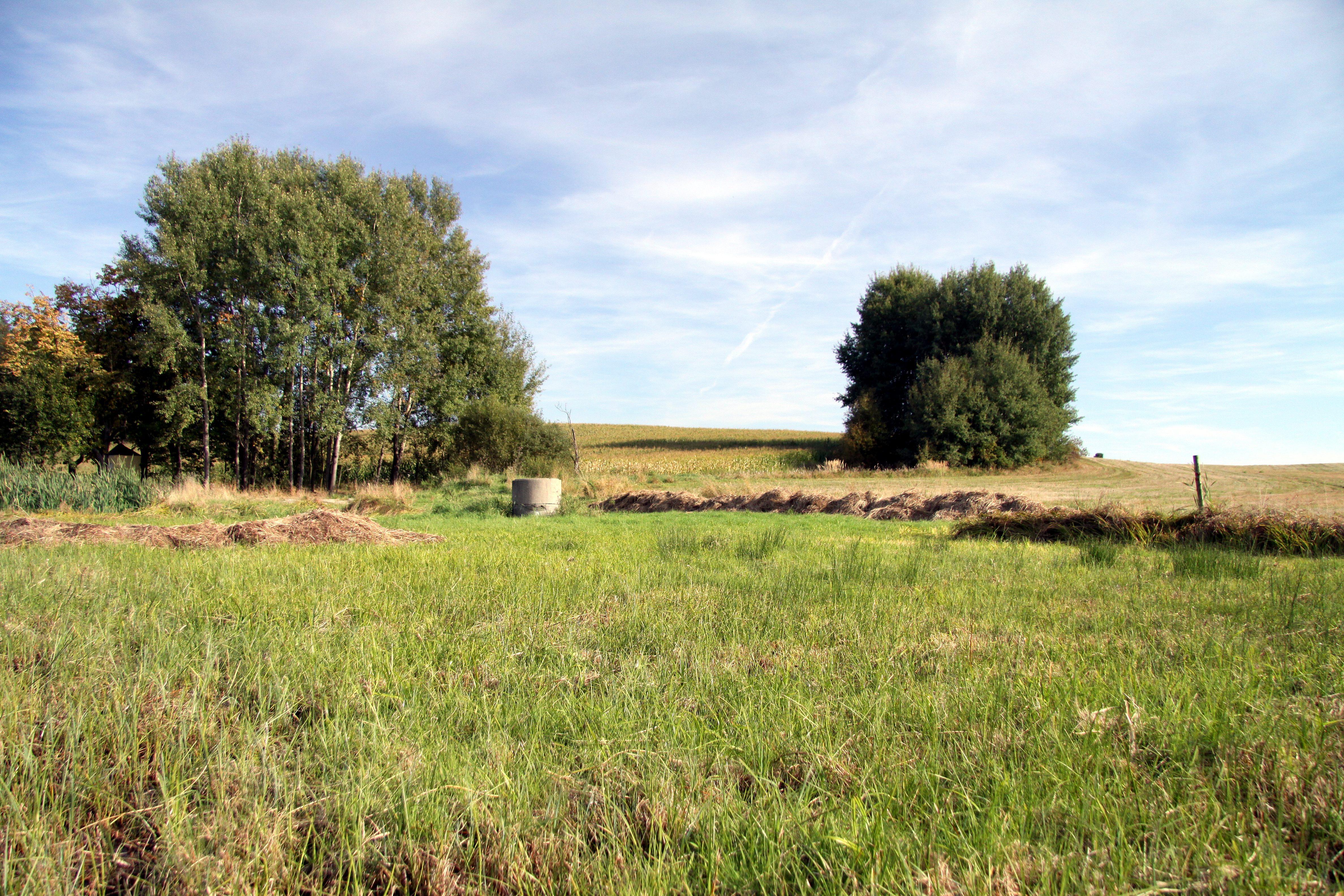
Louka je jednou ročně kosena

Z celkové rozlohy 1,07 ha přírodní památky připadá přibližně 1 ha na trvale zatravněné porosty, cca 0,01 ha na ornou půdu, cca 0,04 ha na vodní toky a přibližně 0,02 ha na ostatní plochy (např. pozemní komunikace). Povodím spadá Dehetník pod Milevský potok. Klima na lokalitě je mírně vlhké s průměrným úhrnem srážek okolo 600 mm. Průměrná roční teplota se pohybuje okolo 7 °C.

### Geologie a půdy

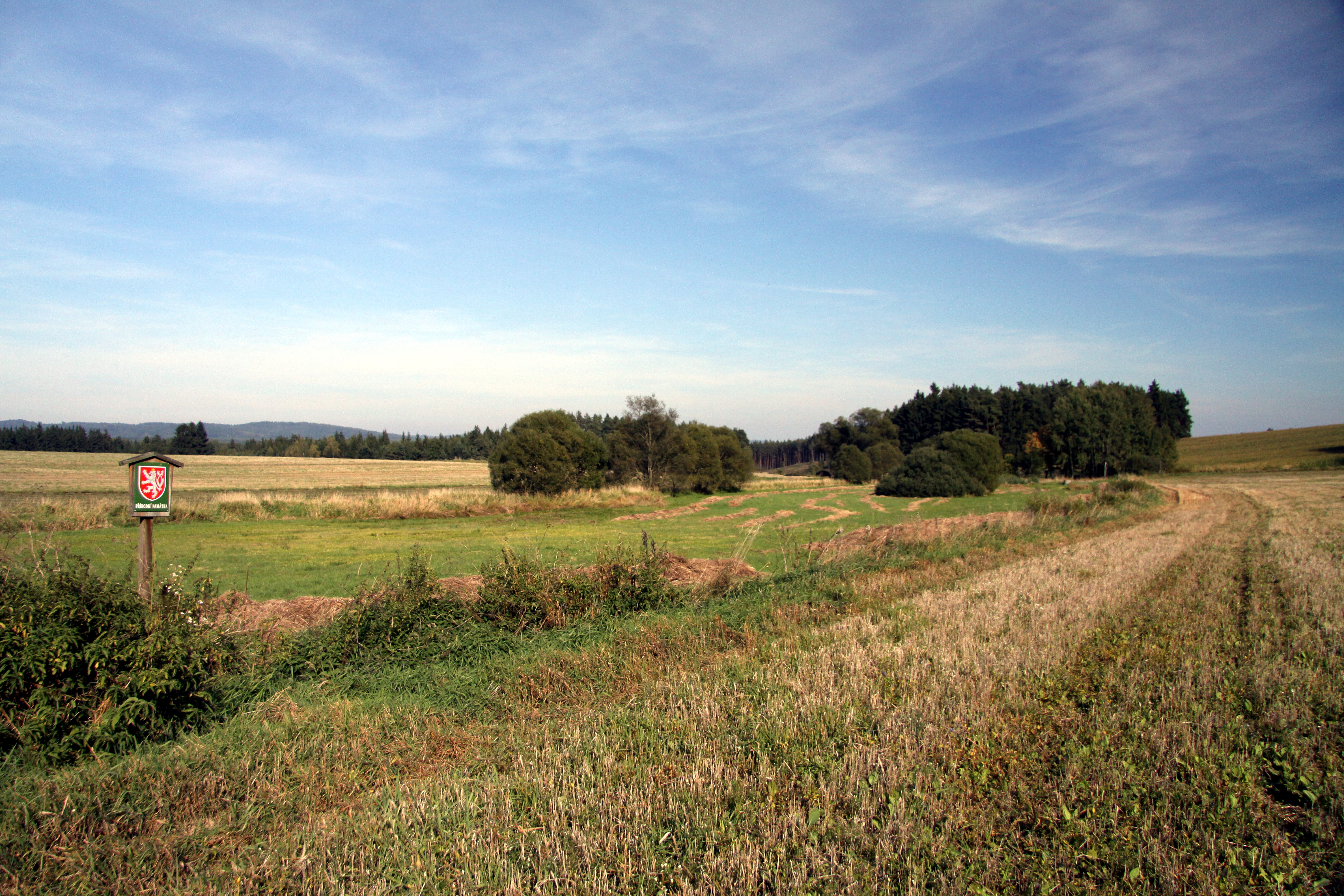
Pohled na přírodní památku z přilehlého pole, ze kterého jsou splavovány živiny ohrožující původní společenstva

Podloží tvoří horniny porfyrické amfibol-biotitové melanokrátní žuly typu čertova břemena. Jedná se o součást středočeského plutonu. Nicméně horniny samotné nevystupují na povrch, jelikož jsou překryté deluviofluviálními hlinitopísčitými sedimenty holocenního stáří.
Půda je reprezentována kambizemí eudoglejovou a glejem typickým. V některých částech se nachází organozem glejová.

### Flóra
Většinu lokality pokrývá mozaikový porost vlhkomilného lučního společenstva kulturního charakteru. Dominantním druhem tohoto společenstva je psárka luční (Alopecurus pratensis), dále se zde ale vyskytuje i krvavec toten (Sanguisorba officinalis), pryskyřník prudký (Ranunculus acris), šťovík kyselý (Rumex acetosa) a pcháč bahenní (Cirsium palustre).
Jelikož na jižní okraj památky přiléhá zemědělsky využívané pole, jsou zde časté splachy živin deštěm. Tím dochází ke změně společenstev v jižní části, kde se vyvinuly nitrofilní vysokobylinné lemy, ve kterých převládá kerblík lesní (Anthriscus sylvestris). Oproti tomu nejcennější východní část Dehetníku je tvořena ostřicovým rašelinným společenstvem svazu Caricion fuscae, s přechody k oligotrofním ostřicovorašeliníkovým fytocenózám svazu Sphagno recurvi-Caricion canescentis. Tato nejvlhčí oblast zaobírá přibližně 4 % území. V rámci této části rostou malé populace chráněné vachty trojlisté (Menyanthes trifoliata). Dále se zde nachází Ostřice přioblá (Carex diandra), ostřice obecná (C. nigra), ostřice prosová (C. panicea), ostřice šedavá (C. canescens), kozlík dvoudomý (Valeriana dioica), starček potoční (Tephroseris crispa), violka bahenní (Viola palustris), suchopýr úzkolistý (Eriophorum angustifolium), rozrazil štítkovitý (Veronica scutellata) a vrbovka bahenní (Epilobium palustre).

### Fauna

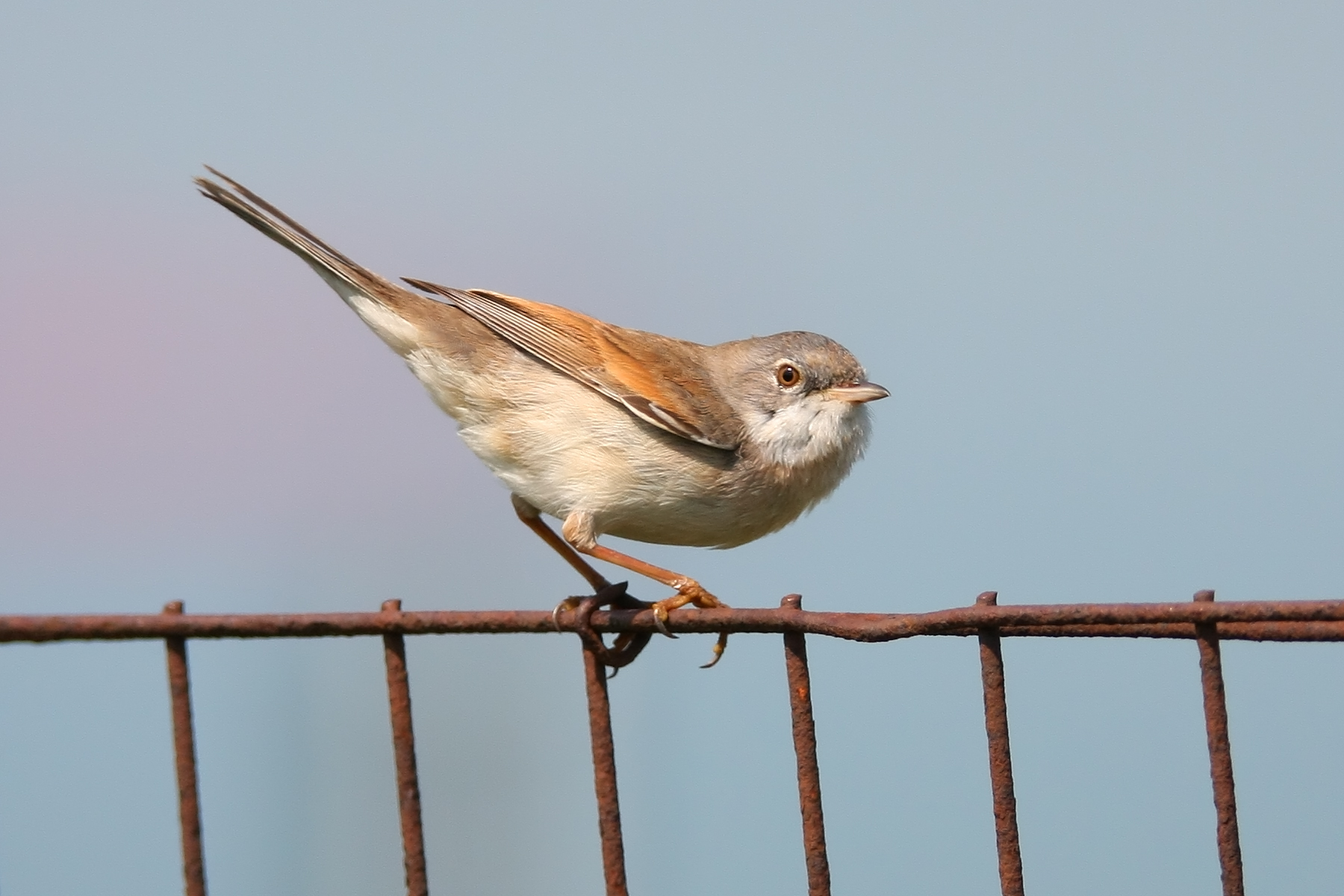
Ilustrační fotografie pěnice hnědokřídlé (Sylvia communis) hnízdící na lokalitě

Ze zástupců bezobratlých má bohaté zastoupení dvoukřídlý hmyz. Z významnějších druhů jde o pestřici Geomyza martineki. Říši obojživelníků zde zastupuje kuňka ohnivá (Bombina bombina) a skokan krátkonohý (Pelophylax lessonae).
Z ptactva zde hnízdí bramborníček hnědý (Saxicola rubetra) a linduška luční (Anthus pratensis). V křovinách okolo Dehetníku dále pěnice pokřovní (Sylvia curruca), pěnice hnědokřídlá (S. communis) a sedmihlásek hajní (Hippolais icterina). Plán péče o památku dále zmiňuje bekasinu otavní (Gallinago gallinago) a konipasa lučního (Motacilla flava).

## Ochrana
V rámci ochrany lokality byl v roce 2007 schválen plán péče o přírodní památku na období 2007 až 2016. Rizikem je převážně splachování živin a hnojiv z pole přiléhajícího na jižní svah Dehetníku (nicméně zemědělská půda se nachází jak na jižním tak i na severním okraji památky). Splachy živin z polí způsobují ruderalizaci (převážně v jižní části území), projevující se expanzí třtiny křovištní (Calamagrostis epigejos). Ta postupuje od severovýchodního okraje Dehetníku, čímž redukuje množství původních druhů v oblasti. Další nebezpečí představují náletové dřeviny, které se šíří v části oblasti železniční tratě. To je způsobeno dlouhodobým nekosením této části lokality.

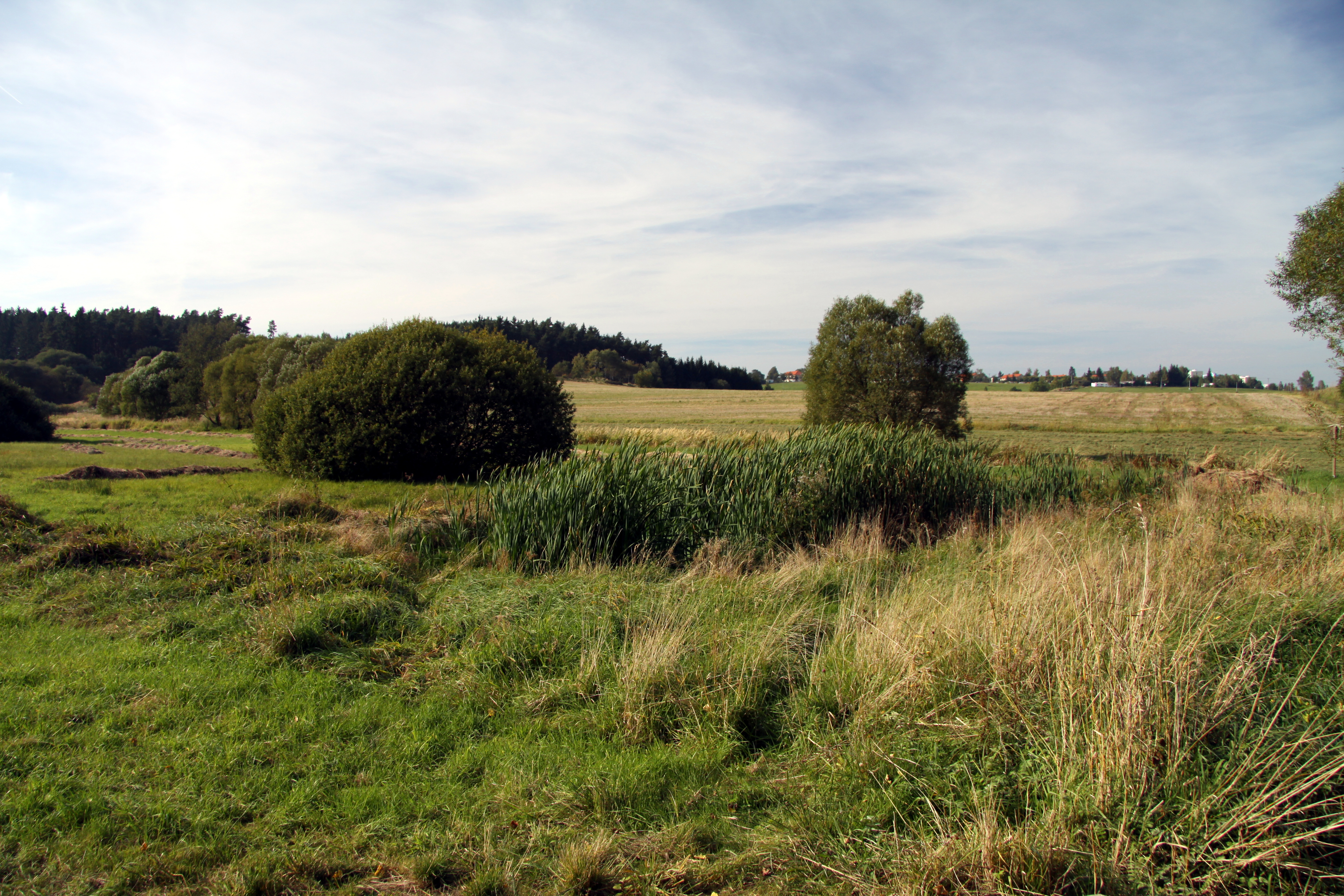
Nejvlhčí část území

V rámci péče dochází jednou ročně k pravidelnému kosení (v srpnu), které probíhá mechanizací. Nicméně do míst, kam se mechanizace nedostane, se doporučuje dokosení pomocí křovinořezu. Plán péče taktéž zmiňuje vhodnost vybudovat na lokalitě nové tůně, které by zvýšily atraktivitu území pro chráněné druhy, převážně obojživelníky. Tůně by měly dle plánu vzniknout na východním okraji, kde se nachází staré skruže. Doporučená hloubka je do půl metru o velikosti maximálně 5×5 metrů.

## Turismus
Oblast je volně dostupná po polní cestě vedoucí z Líšnice do Milevska. Ta prochází na východním okraji památky. Pro návštěvníky je zde zbudována informační cedule. Taktéž se zde nachází výklenková kaple z roku 1897 zasvěcená Panně Marii Sepekovské.

## Galerie

### Flóra
- Psárka luční
- Krvavec toten
- Pryskyřník prudký
- Šťovík kyselý
- Pcháč bahenní
- Kerblík lesní
- Vachta trojlistá
- Ostřice přioblá
- Ostřice obecná
- Ostřice prosová
- Ostřice šedavá
- Kozlík dvoudomý
- Pastarček potoční
- Violka bahenní
- Suchopýr úzkolistý
- Rozrazil štítkovitý
- Vrbovka bahenní

### Fauna
- Kuňka obecná
- Skokan krátkonohý
- Bramborníček hnědý
- Linduška luční
- Pěnice pokřovní
- Pěnice hnědokřídlá
- Sedmihlásek hajní
- Bekasina otavní
- Konipas luční